# FAUR
„Фаур“ (на румънски: S.C. „Faur“ S.A., от Societate comercială „FAUR“ Societate pe acțiuni), е акционерно дружество с промишлено предприятие в Букурещ, Румъния.
Разположено е в източните покрайнини на Букурещ. Специализирано е в производство и ремонт на подвижен железопътен състав.

## История
Компанията е основана през 1921 г. от индустриалеца Николае Малакса под името „Malaxa“. Основни дейности са ремонт на жп подвижен състав, производство на жп парни и дизелови жлокомотиви, автомобилни двигатели и пътнически жп вагони, дизелови двигатели, спирачни уредби и специални легирани стомани. До края на 30-те години на 20-и век фабриките „Malaxa“ са едни от най-големите индустриални предприятия в Югоизточна Европа и основен доставчик на оборудване за румънските железници в този период.
След национализацията през 1948 г., компанията е преименувана на завод „23 август“. В следващите години заводът разширява още повече капацитета си. Към 1989 г. там има около 20 хил. работници. През 1990 г. фирмата е преименувана на „FAUR“ и е приватизирана.
От 2004 г. FAUR е част от Bega Group.

## Парни локомотиви
През 1920 г. започва строежът на различни типове парни двигатели в заводите в Решица (UMC Reşiţa) и в „Malaxa“ в Букурещ. Увеличението на производството и достигантият капацитет позволяват Румъния да преустанови вноса на локомотиви от 1930 г. Между 1926 и 1960 г. в Румъния са построени 1207 парни локомотива: 10 типа за стандартно междурелсие и 3 типа за теснопътно. От тях са произведени 797 броя в Решица и 410 в „Malaxa“. През 1960 г. е преустановено производството на парни локомотиви и се преминава само към производството на дизелови железопътни двигатели.

## Дизелови локомотиви

### За Румъния

#### Дизел-електрически локомотиви
| Серия | Старо означение | Тип    | Производство | Мощност (kW) | Мощност (hp) | Макс. скорост (km/h) | Бележки                                              |
| ----- | --------------- | ------ | ------------ | ------------ | ------------ | -------------------- | ---------------------------------------------------- |
| 69    | 040–DF          | Bo′Bo′ | 1975 – 1977  | 920          | 1230         | 100                  |                                                      |
| 73    |                 | Bo′Bo′ | 1975 – 1977  | 920          | 1230         | 100                  | еднакви със сер. 69, но с по два въздушни компресора |

#### Дизел-хидравлични локомотиви
| Серия | Старо означение | Тип  | Производство | Мощност (kW) | Мощност (hp) | Макс. скорост (km/h) | Бележки |
| ----- | --------------- | ---- | ------------ | ------------ | ------------ | -------------------- | --- |
| 80    | 040–DHC         | B′B′ | 1966 – 1985  | 920          | 1230         | 100                  | Използва отопление с пара. |
| 81    |                 | B′B′ | 1966 – 1985  | 920          | 1230         | 100                  | Еднакви със сер. 8о, но без отопление.                                                                                         |
| 82    |                 | B′B′ | 1999 –       | 1104         | 1480         | 100                  | На базата на сер. 80/81, изцяло преработени „Alstom“ с нови системи за управление, кош, ел. отопление и двигател „Caterpillar“ |
| 83    |                 | B′B′ | 1998         | 1104         | 1480         | 100                  | Еднакви със сер. 82, но с MTU-двигатели.                                                                                       |
| 84    |                 | B′B′ | 1998         | 920          | 1230         | 100                  | Еднакви със сер. 80, но за по-широко междурелсие.                                                                              |
| 85    | LDH–45          | B′B′ | 1965 – 1983  | 335          | 450          | 60                   | с 6-цилиндров двигател „Maybach-MB-836-b“ и „Mb-820-Bb“.                                                                       |
| 86    | LDH–70          | B′B′ | 1965 – 1983  | 520          | 700          | 70                   | с 12-цилиндров двигател „Maybach-MB-820-Bb“.                                                                                   |
| 87    | L45H            | B′B′ | 1979 – 1984  | 335          | 450          | 40                   | За междурелсие 760 mm. |

#### Дизел-механични локомотиви
| Серия | Тип | Производство | Мощност (kW) | Мощност (hp) | Макс. скорост (km/h) | Бележки            |
| ----- | --- | ------------ | ------------ | ------------ | -------------------- | ------------------ |
| 88    | B   | 1981 – 1984  | 184          | 250          | 40                   | Построени 81 броя. |
| 95    | B   | 1935 – 1950  | 88           | 118          | 55                   |                    |

### За България
- серия 55.000 – тип LDH125
- серия 76.000 – 15 броя, специално разработени за БДЖ
- серия 77.000 – 10 броя, специално разработени за БДЖ

### За Чехословакия
- ČD Class 706.9
- ČD Class 748
- ČD Class 805.9
- ČSD Class TU 38.0 (3-осен теснолинеен, L30H)

### За Германия (ГДР)
- DR Class 119 (219) – 200 броя, специално разработени за DR

### За Унгария
- серия MÁV M43 (10 броя, еднакви със серия CFR 85, LDH 45)
- серия MÁV Mk45 (10 броя, еднакви със серия CFR 87, L45H)
- серия MÁV M47 (еднакъв със серия CFR 86, LDH 70)

### За Полша
- PKP class Lxd2 (166 броя, еднакви със серия CFR 87, L45H)
- PKP class Lyd2 (3-осен теснолинеен, L30H)
- PKP class SP32 (152 броя, специално разработени)

Част от локомотивите са закупени от частни оператори и отделни единици от тях се движат и в Германия, Австрия, Сейнт Китс, Великобритания, Египет и други държави.

## Галерия
- CFR серия 73
- CFR серия 80
- CFR серия 82
- CFR серия 88
- БДЖ серия 55
- БДЖ серия 77